# Luis Rivera (athlétisme)
Luis Alberto Rivera Morales (né le 21 juin 1987 à Agua Prieta) est un athlète mexicain, spécialiste du saut en longueur.

## Biographie
C'est le frère d'Edgar Rivera, également athlète.
Il réalise les minima de qualification pour les Jeux olympiques de 2012 en atteignant la marque de 8,22 m (-2,2 m/s) en avril 2012, mais à Londres, il ne parvient pas à franchir le cap des qualifications (7,42 m).
Le 15 juin 2013, lors du Mémorial Janusz-Kusociński de Szczecin en Pologne, Luis Rivera établit un nouveau record du Mexique avec 8,30 m (+1,3 m/s). Il porte ce record à 8,46 m, meilleure marque mondiale 2013, en remportant le titre à l'Universiade d'été à Kazan en juillet 2013. Un mois plus tard, il se classe troisième des championnats du monde de Moscou, derrière le Russe Aleksandr Menkov et le Néerlandais Ignisious Gaisah, avec un saut à 8,27 m.

## Palmarès
| Date | Compétition                    | Lieu             | Résultat | Marque  |
| ---- | ------------------------------ | ---------------- | -------- | ------- |
| 2013 | Universiade                    | Kazan            | 1er      | 8,46 m  |
| 2013 | Championnats du monde          | Moscou           | 3e       | 8,27 m  |
| 2013 | Ligue de diamant               | Ligue de diamant | 5e       | détails |
| 2014 | Championnats du monde en salle | Sopot            | 7e       | 7,93 m  |
| 2014 | Coupe continentale             | Marrakech        | 7e       | 7,75 m  |
| 2015 | Jeux panaméricains             | Toronto          | 9e       | 7,63 m  |

## Records
| Épreuve          | Performance | Lieu  | Date            |
| ---------------- | ----------- | ----- | --------------- |
| Saut en longueur | 8,46 m      | Kazan | 12 juillet 2013 |